# Sinopoda xishui
Espèce
Sinopoda xishui est une espèce d'araignées aranéomorphes de la famille des Sparassidae.

## Distribution
Cette espèce est endémique du Guizhou en Chine,. Elle se rencontre dans le xian de Xishui.

## Description
La femelle  holotype mesure 16,4 mm.

## Systématique et taxinomie
Cette espèce a été décrite par Zhang, Yu et Zhong en 2023.

## Étymologie
Son nom d'espèce lui a été donné en référence au lieu de sa découverte, le xian de Xishui.

## Publication originale
- Zhang, Xing, Yang, Yu & Zhong, 2023 : « Two new species of Sinopoda from China, with first description of the male of S. horizontalis Zhong, Cao & Liu, 2017 (Araneae, Sparassidae). » ZooKeys, vol. 1159, p. 133-155 (texte intégral).